# Distretto di Taka
Il distretto di Taka (多可郡, Taka-gun?) è uno dei distretti della prefettura di Hyōgo, in Giappone.
Fa parte del distretto solo il comune di Taka.
| Controllo di autorità | VIAF (EN) 260849280 · NDL (EN, JA) 00639966 |